# Bianqu Laodong Yingxiong
Bianqu Laodong Yingxiong (xinès simplificat: 边区勞動英雄, pinyin: Biānqū Láodòng Yīngxióng) és una pel·lícula xinesa dirigida per Chen Bo'er, produïda per Yan'an Dianying Zhipianchang i estrenada el 1947. Tot i estar en producció des d'abans, no es finalitzaria fins 1947 per culpa de problemes amb els materials i per prioritzar la realització de documentals de guerra al de llargmetratges.
La pel·lícula narra la història d'un soldat, definit com a heroi, que es troba a Yan'an, base de la Xina Comunista durant la Guerra Civil Xinesa.